# Haarbach
Haarbach je obec v německé spolkové zemi Bavorsko, v zemském okrese Pasov ve vládním obvodu Dolní Bavorsko.
Žije zde přibližně 2 500 obyvatel.